# Leonel Ramírez García
Dr. Leonel Ramírez García fue un político y médico mexicano, miembro del Partido Revolucionario Institucional, que se desempeñó como gobernador de Colima de forma interina de 1973 a 1974 luego de que en su última sesión de la XLIII Legislatura del Congreso de Colima del 28 de septiembre de 1973 se le eligiera como Gobernador Interino ya que el gobernador Electo, el profesor Antonio Barbosa Heldt, se había suicidado pocos días antes. Cursó sus estudios primarios en Colima, titulándose de maestro normalista. Su carrera profesional la realizó en la Escuela Médico Militar, destacándose como el mejor alumno de su generación. Fue Presidente Municipal de Colima y diputado local. El 2 de septiembre de 1992 el Consejo Consultivo Delegacional autorizó que se asignara el nombre de "Dr. Leonel Ramírez García" al IMSS de Colima. Murió el 12 de septiembre de 2003. 